# Джейк Оуин
Джейк Оуин (на английски: Jake Owen) е американски музикант, изпълняващ кънтри музика. Истинското му име е Джошуа Раян Оуин.
Подписва договор с RCA Records през 2005 година, когато излиза дебютният му албум Startin' with Me. 3 от записаните песни – Yee Haw, Startin' with Me и Something About a Woman – се нареждат сред първите 20 позиции на „Хот Кънтри Сонгс“, класация на сп. „Билборд“.
Вторият му албум се казва Easy Does It, от който излизат 3 нови сингъла: Don't Think I Can't Love You (достигнал №2 в „Хот Кънтри Сонгс“), Eight Second Ride и Tell Me.
Бил е подгряващ музикант на Кени Чесни, Брад Пейсли, Литъл Биг Таун и Шугарленд.